# Gulmurod Chalimow
Gulmurod Salimowicz Chalimow (tadż. Гулмурод Салимович Халимов, ur. 14 maja 1975 r. w Warzobie, zm. prawdopodobnie w 2017 r. w okolicach Dajr az-Zaur) – tadżycki wojskowy, w latach 2016-2017 szef sztabu Państwa Islamskiego.

## Biogram
Urodził się 14 maja 1975 roku w Warzobie, w Tadżyckiej SRR.
Dołączył do tadżyckich sił specjalnych, których z czasem został dowódcą w stopniu pułkownika. 
Ukończył szkolenie prowadzone przez armię amerykańską oraz Blackwater. 
Na początku 2015 roku Chalimow zaginał, niedługo potem pojawił się w materiale Państwa Islamskiego, gdzie ogłosił swoje dołączenie do organizacji.
W 2016 objął funkcję szefa sztabu po zabitym Abu Umarze asz-Sziszanim.
Za informacje umożliwiające jego wyeliminowanie z walki, rząd amerykański oferował nagrodę w wysokości do 3 mln dolarów.
Prawdopodobnie zginął w okolicach Dajr az-Zaur w wyniku rosyjskiego nalotu na sztab IS w drugiej połowie 2017 roku. 